# Gymnadenia bicornis
Gymnadenia bicornis es una especie de planta de la familia  Orchidaceae. 

## Distribución
Es endémica del Tíbet o Xizang en China.

## Descripción
Es una planta  robusta que alcanza los 50-70 cm de altura. Tiene tubérculos elipsoides, de 3-5 cm de longitud. Un grueso tallo, con 2 o 3 vainas tubulares en la base y 6-8 hojas caulinares. Hojas muy espaciados, elípticas, estrechamente elípticas o lanceoladas, de 9-13 x 2-4 cm, ápice acuminado. Inflorescencia alargada, de 25 cm;  pedúnculo con 2 brácteas lanceoladas a 5 cm; raquis de 8-11.5 cm, densamente poblado con muchas flores; brácteas florales ovado-lanceoladas a lanceoladas, ápice acuminado. Las flores son  de color verde pálido amarillento, relativamente pequeñas.